# Greater Love Hath No Man
Greater Love Hath No Man er en amerikansk stumfilm fra 1911 af Alice Guy-Blaché.